# 固结
固结是指松软土壤在外力作用下发生压缩、去水而逐渐密实的过程。当有压力施加在土体时，土粒会更加紧密的压在一起，使土体孔隙中水分逐渐排出、体积变小、密度增大。土壤的固结现象在基础工程中意义重大，是地基沉降的主要因素。土壤的固结度是研究地基沉降量与时间关系的主要依据。